# Remigiusz Spólny
Remigiusz Spólny (ur. 1945 w Węglewicach nad Prosną) – polski prozaik.
Absolwent historii sztuki na Uniwersytecie Wrocławskim. Przez wiele lat mieszkał i pracował we Wrocławiu, prowadząc firmę budowlaną. Jako pisarz debiutował w 1998 roku książką Niemoc, nagrodzoną w literackim konkursie wydawnictwa Zysk i S-ka na współczesną powieść polską.
Obecne mieszka w Kołobrzegu, gdzie prowadzi hotel i spa.

## Publikacje
- Niemoc (1998)[1]
- Pajęczyna (2001)[2]
- Sąsiadki (2003)[3]
- Zmartwychwstały (2007)[4]